# De Kleine Komedie

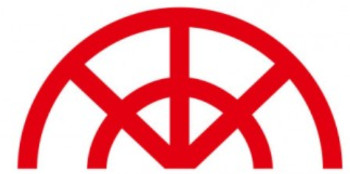
Logo Kleine Komedie

De Kleine Komedie ist ein 1786 errichtetes Theatergebäude in Amsterdam, gelegen an der Amstel. Es ist das älteste Theater der Stadt und bietet Platz für 503 Zuschauer. Das Theater fokussiert sich heute auf Kleinkunst und wuchs seit Beginn der 1980er Jahre „zum Kabaretttempel der Niederlande“ heran.

## Geschichte

### 1786 bis 1945
Das Theater wurde 1786 erbaut. Es ist das älteste Schauspielhaus in Amsterdam und das zweitälteste in den Niederlanden. In seinen Anfangsjahren hieß es „Theatre Français sur l’Erwtenmarkt“ und es wurden hauptsächlich Dramen und Opern in französischer Sprache aufgeführt. König Willem I und Louis Bonaparte gehörten zu den regelmäßigen Besuchern. Das Theater war bis 1820 erfolgreich. Danach gingen die Besucherzahlen zurück, sodass 1855 das Theater in Konkurs gehen musste. Das Inventar wurde versteigert und das Gebäude von der „Schotse Zendingskerk“ (etwa: „Schottische Missionskirche“) erworben. Ab 1880 konnte das Haus auch als Hörsaal für die in diesem Jahr gegründete Vrije Universiteit Amsterdam genutzt werden. Nach der Jahrhundertwende geriet die Schotse Zendingskerk in finanzielle Schwierigkeiten und 1908 ging das Gebäude in den Besitz der „Nederlandse Vereniging voor Israël“, einer christlichen Erweckungsgemeinschaft, über. Das Haus erhielt den Namen „Salvatori“ und an der Fassade stand zu lesen: „Eén voor Allen! Allen voor Eén!“ („Einer für alle! Alle für einen!“). Hier fanden musikalische Aufführungen, aber auch heftige religiöse Debatten statt. In den 1930er Jahren gingen die Aktivitäten zurück und das Gebäude verfiel. Während des Zweiten Weltkriegs wurde das Gebäude als Fahrradschuppen für die deutschen Besatzer genutzt. Während des Hongerwinters wurde von der Amsterdamer Bevölkerung auf der Suche nach Brennmaterial die gesamte hölzerne Inneneinrichtung herausgebrochen.

### 1946 bis heute
Nach dem Krieg wurde die Ruine vom Ehepaar Perin-Bouwmeester übernommen, ausgebaut und 1948 unter dem neuen Namen „De Kleine Komedie“ eröffnet. Es hatte gleich einen großen Erfolg mit der Komödie Potasch en Perlemoer und mit Auftritten des Kabarettisten Fons Jansen. Später traten auch Wim Kan, Toon Hermans und andere namhafte Künstler im Theater auf. 1973 führte jedoch eine feuerpolizeiliche Verfügung dazu, dass das Gebäude anschließend für einige Jahre leer stand.
1978 wurde das Theater mit privaten Mitteln renoviert und wiedereröffnet. Es entwickelte sich rasch zu einer wichtigen Bühne für freie und subventionierte Produktionen. Dabei sind die Subventionen in Höhe von jährlich 440.000 Gulden (umgerechnet 199.660 Euro) der Stadt Amsterdam von großer Hilfe. Als diese jedoch 1988 aufgrund von Haushaltskürzungen gestrichen werden sollten, drohte die erneute Schließung.

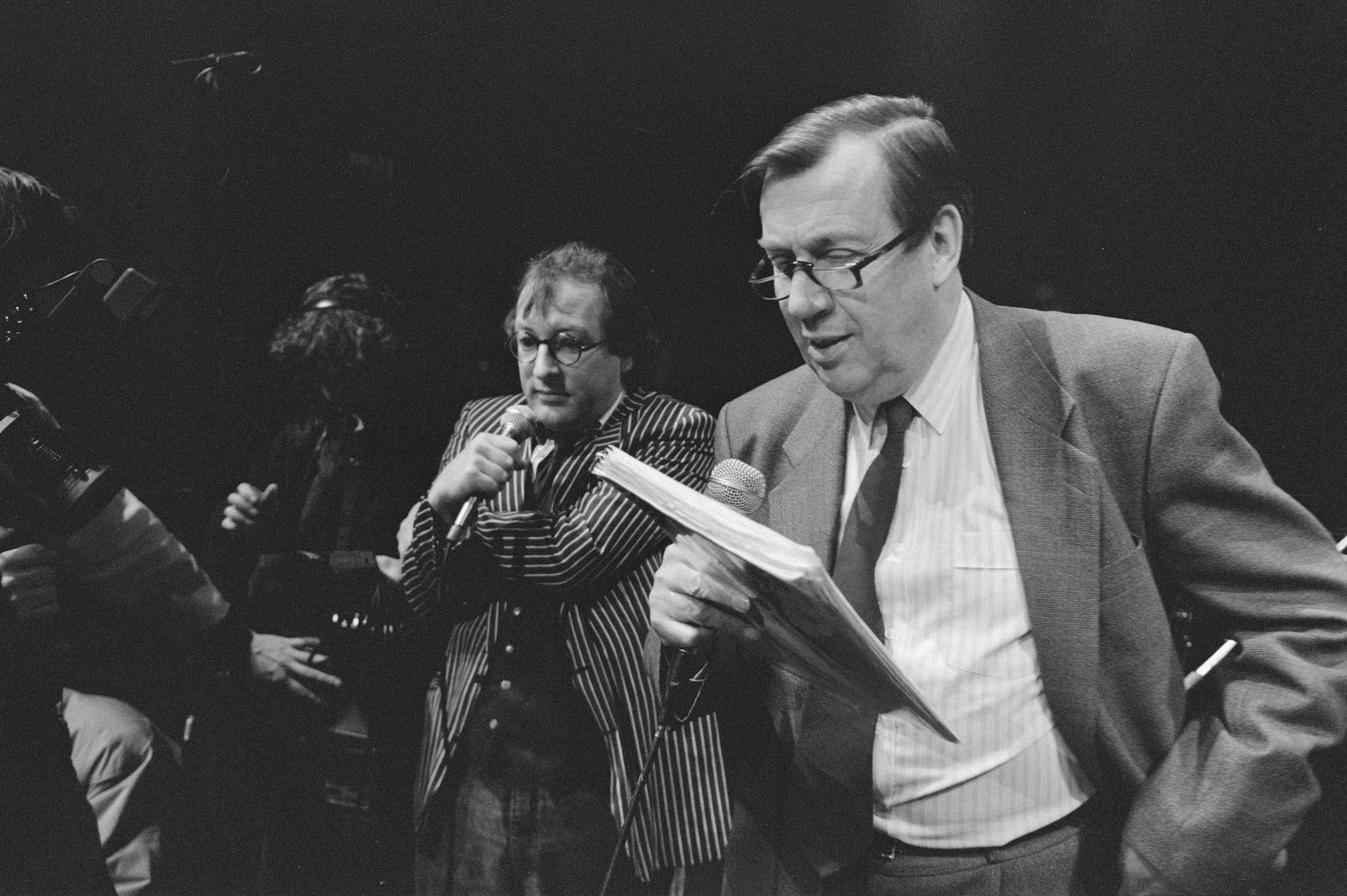
1988: Youp van ’t Hek (links) im Streitgespräch mit Stadtratsmitglied Cnoop Koopmans

Das öffentlichkeitswirksame Auftreten des Stammkünstlers Youp van ’t Hek sorgte für mediale Aufmerksamkeit. Dank weiterer Öffentlichkeitsarbeit konnte die drohende Schließung verhindert werden.

## „Kabarettempel“
Der Kleinkünstler Joost Nuissl übernahm die Leitung und unter ihm wuchs das Theater zum „Kabarettempel der Niederlande“. Nuissl hatte zudem ein feines Gespür für neue Talente.
In der Komedie wurden viele Kabarettisten landesweit bekannt, darunter Brigitte Kaandorp, Lebbis en Jansen, Theo Maassen, Hans Teeuwen, Sanne Wallis de Vries, Niet Uit Het Raam (NUHR) und Kees Torn. Aber es gibt auch Platz für besondere Auftritte, wie den von Leo Bassi und die Jahresabschlusspräsentation der Academie voor Theater en Dans. Heute besuchen viele renommierte niederländische Kabarettisten während ihrer Tournee De Kleine Komedie und viele Auftritte werden dort für Rundfunk und Fernsehen aufgezeichnet.
Zu Beginn der Spielzeit 2006/2007 wurde Vivienne Ypma vom Aufsichtsrat der Stiftung De Kleine Komedie zur Leiterin ernannt. Ypma war zuvor Direktorin des Amsterdamer „Theater Fabriek“ (dieses bestand von 2004 bis 2014) und davor Managerin von Paul de Leeuw. 2022 übernahm Jörgen Tjon A Fong die Leitung.
2020 drohten die Subventionen des Amsterdams Fonds voor de Kunst erneut gestrichen zu werden. Erhielt De Kleine Komedie für den Zeitraum zwischen 2016 und 2020 noch eine halbe Million Euro, wurde die Anfrage nach 800.000 Euro für die nächsten vier Jahre zunächst und auch vollständig abschlägig beschieden. Man einigte sich nach längeren Verhandlungen auf die bisherige Summe von rd. 500.000 Euro.

## Bühne
Die Bühne hat eine Breite von 10 Metern, und eine bespielbare Fläche nach hinten von 5,60 m. Die Öffnung zum Zuschauerraum beträgt sieben Meter in der Breite und sechs Meter in der Höhe. Die Vorbühne hat eine Tiefe von 1,70 m. Der Zuschauerraum hat zwei Galerien mit jeweils ungefähr 100 Sitzplätzen. Im Foyer ist Raum für Veranstaltungen, denen 30 Zuschauer beiwohnen können.

## Preisvergabe: Zilveren Raampje
Seit 2018 vergibt De Kleine Komedie das „Zilveren Raampje“ („Silbernes Fenster“) für außergewöhnliche Theaterleistung. Der Preis besteht aus einer silbernen Brosche in Form des Theaterlogos.
Preisträger:
- 21. März 2018 – NUHR[7] anlässlich ihres 30-jährigen Bestehens.
- 24. Mai 2018 – Diederik van Vleuten für seine vierteilige Reihe von Einzelprogrammen, in denen er seine (meist indische) Familiengeschichte in den Kontext der Weltgeschichte stellt.
- 6. März 2020 – Doesjka van Hoogdalem für ihre gute, junge Talente zur Geltung bringende, Regiearbeit der Fernsehaufzeichnungen
- 4. Dezember 2020 – Youp van ’t Hek für seinen Einsatz für De Kleine Komedie
- 22. Dezember 2021 – Lebbis & Jansen für ihren bedeutenden Beitrag zum äußeren Wahrnehmung De Kleine Komedie.